# Moronta
Moronta es un municipio y localidad española de la provincia de Salamanca, en la comunidad autónoma de Castilla y León. Se integra dentro de la comarca de Vitigudino y la subcomarca de la Tierra de Vitigudino. Pertenece al partido judicial de Vitigudino.
Su término municipal está formado por las localidades de Escuernavacas y Moronta, ocupa una superficie total de 27,70 km² y según los datos demográficos recogidos en el padrón municipal elaborado por el INE en el año 2017, cuenta con una población de 75 habitantes.

## Historia
La actual Moronta parece haber tenido su origen en el siglo X, en el marco de una primera acción repobladora del monarca Ramiro II de León, que en la primera mitad de dicho siglo repobló otras localidades como Guadramiro, Ledesma o Salamanca. Esta repoblación original —o quizá mejor dicho: fundación— debió de ser reforzada por la de los reyes leoneses Alfonso VI y Fernando II en los siglos XI y XII. Este último rey cedió el dominio de la villa a la Orden de Santiago, a la que perteneció hasta el siglo XV. En esta época, Moronta y Guadramiro pasaron a integrar un señorío laico que se sucedió en los Maldonado, cuyos titulares ostentaron a partir de 1763 el título de marqueses de Castellanos por su herencia en Castellanos de la Cañada (Ávila), hasta el final del Antiguo Régimen. Posteriormente, con la creación de las actuales provincias en 1833, Moronta quedó encuadrada en la provincia de Salamanca, dentro de la Región Leonesa. Ya en el siglo XX, en el año 1904, 24 vecinos de Moronta compraron por 379.500 pesetas el territorio del término municipal, que aún permanecía como propiedad de los Marqueses.

## Demografía
Moronta cuenta con una población de 76 habitantes (INE 2024).
| Gráfica de evolución demográfica de Moronta entre 1842 y 2021 |
| |
| Población de derecho según los censos de población del INE Población de hecho según los censos de población del INEEntre el censo de 1857 y el anterior, crece el término del municipio porque incorpora a 375017 (Escuernavacas) |

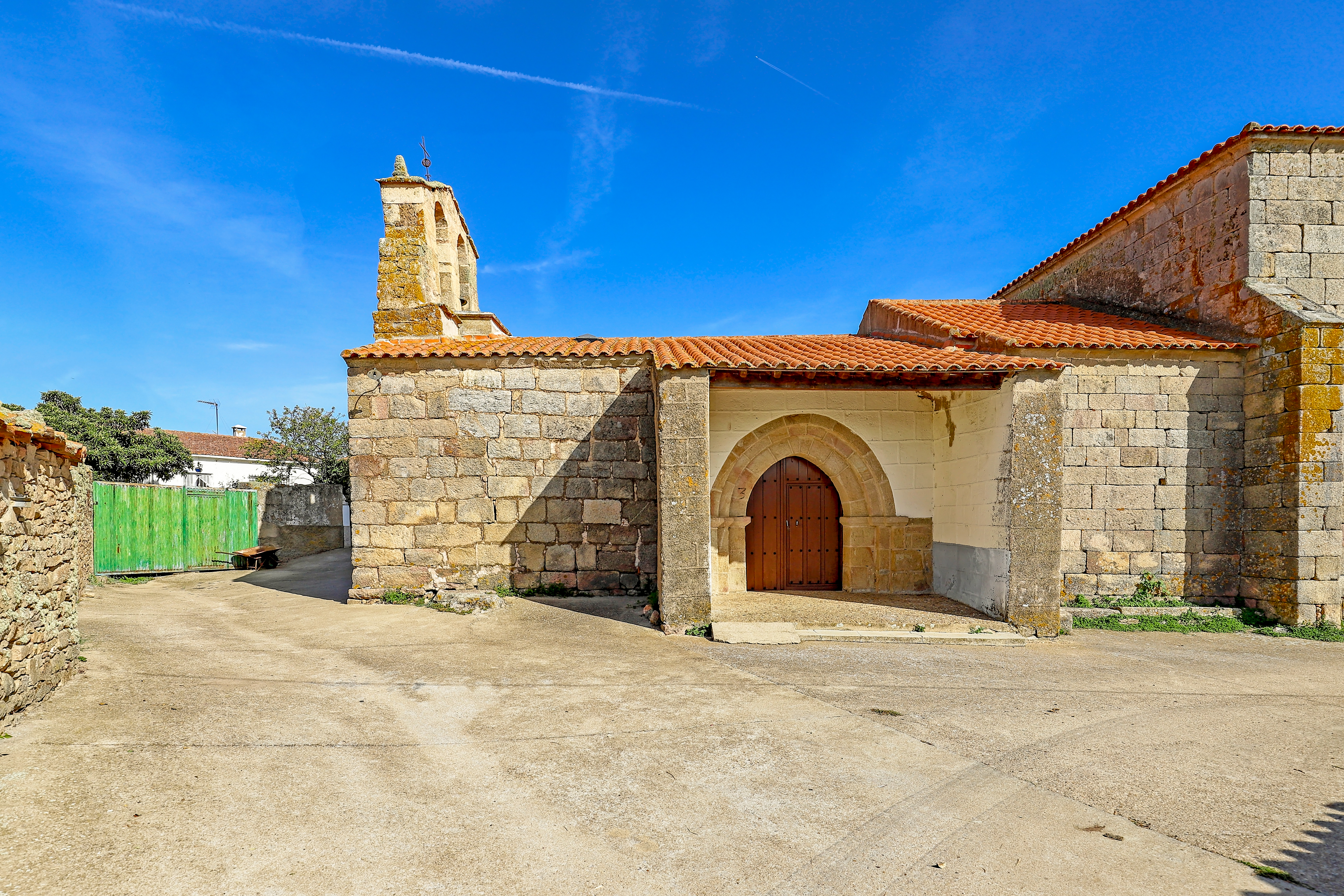
Iglesia de Santa María de Magdalena

Según el Instituto Nacional de Estadística, Moronta tenía, a 31 de diciembre de 2018, una población total de 74 habitantes, de los cuales 46 eran hombres y 28 mujeres. Respecto al año 2000, el censo refleja 127 habitantes, de los cuales 68 eran hombres y 59 mujeres. Por lo tanto, la pérdida de población en el municipio para el periodo 2000-2018 ha sido de 53 habitantes, un 42 % de descenso.
El municipio se divide en dos núcleos de población. De los 74 habitantes que poseía el municipio en 2018, Escuernavacas contaba 43, de los cuales 24 eran hombres y 19 mujeres, y Moronta con 31, de los cuales 22 eran hombres y 9 mujeres.

## Administración y política

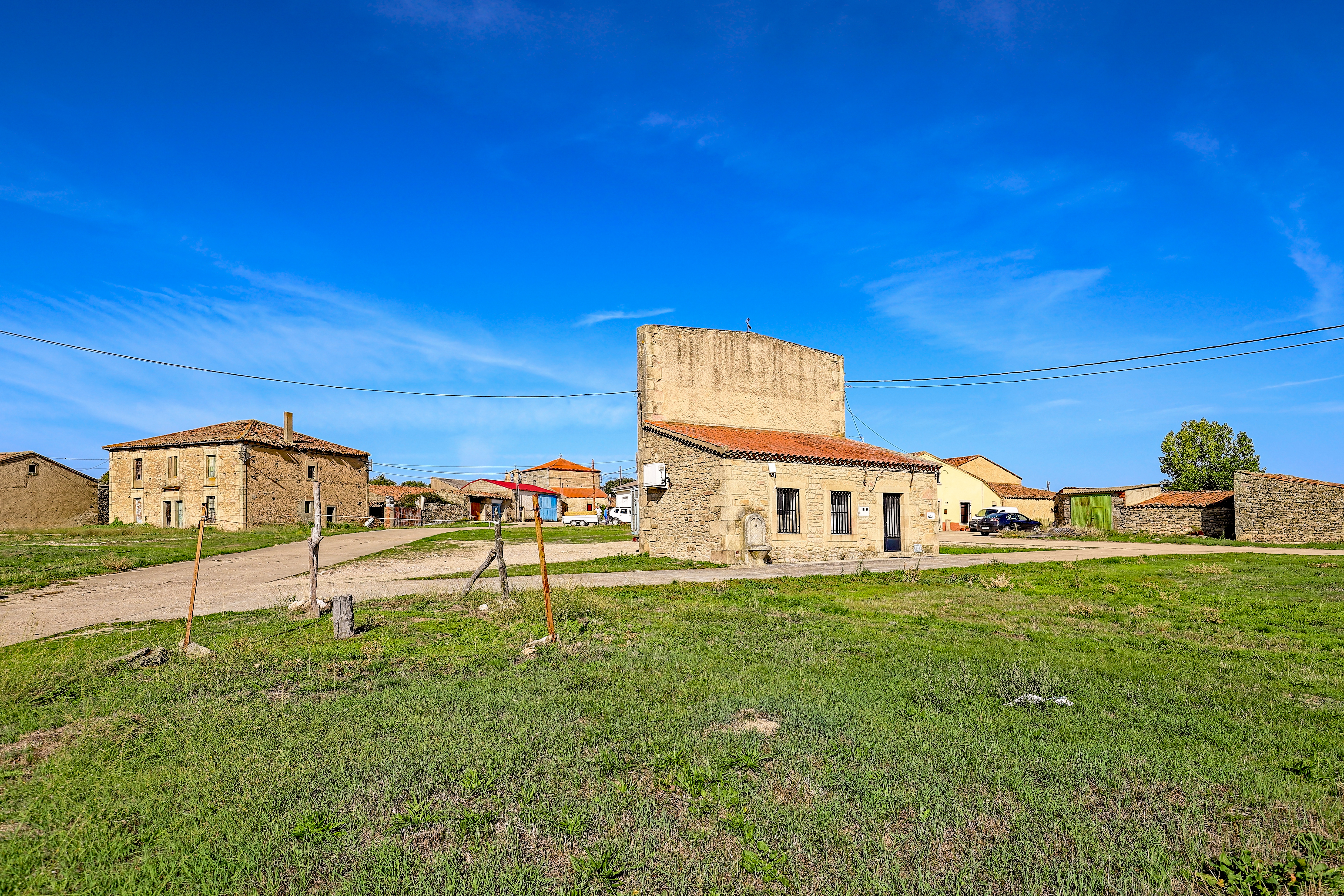
Casa consistorial

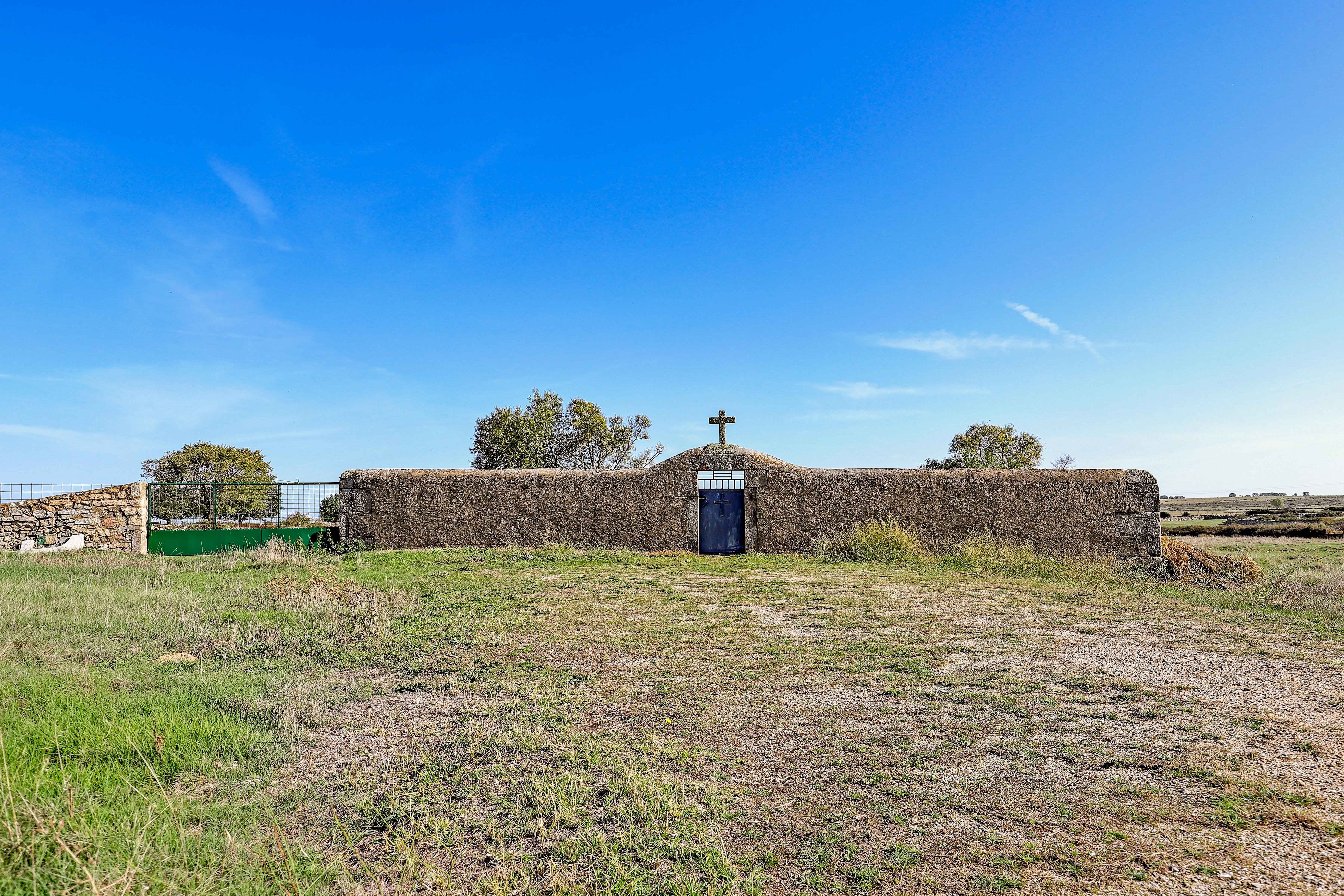
Cementerio

| Partido político                           | 2019  | 2019  | 2019       | 2015  | 2015  | 2015       | 2011  | 2011  | 2011       | 2007  | 2007  | 2007       | 2003  | 2003  | 2003       |
| Partido político                           | %     | Votos | Concejales | %     | Votos | Concejales | %     | Votos | Concejales | %     | Votos | Concejales | %     | Votos | Concejales |
| Partido Popular (PP)                       | 87,50 | 42    | 3          | 68,63 | 25    | 3          | 85,51 | 59    | 3          | 64,47 | 49    | 4          | 37,14 | 39    | 1          |
| Partido Socialista Obrero Español (PSOE)   | 4,17  | 2     | 0          | 9,8   | 5     | 0          | 4,35  | 3     | 0          | 10,53 | 8     | 1          | —     | —     | —          |
| Coalición SI por Salamanca (SI)            | —     | —     | —          | —     | —     | —          | 1,45  | 1     | 0          | —     | —     | —          | —     | —     | —          |
| Unión del Pueblo Salmantino (UPSa)         | —     | —     | —          | —     | —     | —          | —     | —     | —          | 5,26  | 4     | 0          | —     | —     | —          |
| Grupo Independiente de Escuernavacas (GIC) | —     | —     | —          | —     | —     | —          | —     | —     | —          | —     | —     | —          | 60,00 | 63    | 4          |